# Leo Borchard
Leo Borchard (in russo Лев Львович Боргард, Lev Lvovitch Borchard) (Mosca, 31 marzo 1899 – Berlino, 23 agosto 1945) è stato un direttore d'orchestra tedesco di origine russa.
Dal gennaio 1933 al 1935 è stato direttore dei Berliner Philharmoniker.
Insieme alla compagna Ruth Andreas-Friedrich fu tra i fondatori di un gruppo di resistenza al Nazionalsocialismo chiamato "Onkel Emil".